# 回形针
迴紋針，又稱迴形針、萬字夾、曲别针、纸夹，是一种能够暫時固定紙張的文具，其形狀不一，均具有雙迴圈結構，和訂書機、長尾夾的功能类似。回形针一般由不銹鋼、白鐵、銅、塑膠制造，材料的特性為可彎曲、不易折斷。
沒有迴紋針的年代，只能在紙上打洞。挪威專利局職員約翰‧瓦萊（Johann Vaaler）一度被認為是迴紋針發明人。約翰‧瓦萊開發出第一支三角形迴紋針，1899年在德國申請專利（當時挪威沒有專利法），1901年取得美國專利，專利號：675761，但較少實用性，因為它缺乏轉最後一個彎的電線。他的版本從來沒有製造和銷售。二次大戰期間由挪威國王帶頭「在衣服上佩戴迴紋」以作為愛國心的象徵，用於挑釁侵略者德國，挪威的字典會提到 Vaaler 是迴紋針發明人。1990年2月，挪威首都奧斯陸郊外，有一座高達5米的迴紋針形的不銹鋼紀念碑。
現在常見的橢圓形迴紋針，是由英國 Gem Manufacturing Company 在1890年所設計。1899年，威廉‧米德爾布魯克（William Middlebrook）申請製作迴紋針機器的專利。迴紋針因材質可彎曲的特性，時常被用來改造成為小工藝品或臨時的小工具。並且同一形狀的回形针具有差不多的質量，在電磁鐵的教材上常用來做為測量電磁鐵的磁力大小的工具。